# Yngre fornsvenska
Yngre fornsvenska är den svenska som talades under perioden omkring 1375–1526. Det är en tid av stora språkliga förändringar i ett tidigare relativt stabilt språk. År 1526 trycktes Nya Testamentet på svenska, vilket utgör startpunkten för den äldre nysvenskan och slutet på den yngre fornsvenska tiden.
Den yngre fornsvenskan har traditionellt nedvärderats i jämförelse med klassisk fornsvenska som ett blandspråk i upplösning. Det är först i nutida språkforskning man valt att tala om den yngre fornsvenskans utvecklingspotential och mångfald. 

## Exempel
Exempel på yngre fornsvenska ur Didrikssagan från cirka 1450:
| ” | Samson tog jomfrwne j sin fampn oc bar henne nidh oc satte henne vpa sin hæst oc en annan hæst hade han . ther førde han gwll oc kostelighe haffuor vpa . han wæpnade sik well oc bant sin hielm oc red sin weg . han lag lenge i en storan skogh . oc giorde sik ther et hws . | „ |

Ungefärlig översättning: Samson tog jungfrun i sin famn och bar ned henne och satte henne på sin häst, och han hade en annan häst. Den lade han upp guld och dyra gåvor uppå. Han väpnade sig väl och band på sig sin hjälm och red sin väg. Han låg länge i en stor skog och byggde sig ett hus där.

## Yttre språkhistoria
Åren 1349–1350 kom digerdöden till Sverige, följd av ett flertal epidemier under de närmsta hundra åren. Befolkningen minskade och många gamla dog i epidemierna vilket gav förutsättningar för snabba språkförändringar. 
Under 1300-talet hade Hansan blivit en stark makt i Sverige; främst i städerna var lågtyska handelsmän och hantverkare tongivande. Det lågtyska språket (som är distinkt åtskilt från den vanliga tyskan, högtyska) utövade ett inflytande som kom att förändra hela språket. Det lågtyska inflytandet ledde till att svenskan fick en stor mängd lånord, nya prefix och suffix samt förändringar i ordföljden. Att Sverige 1397 blev en del av Kalmarunionen ledde till att det fanns danska skrivare i städerna och på så sätt danismer i det offentliga skriftspråket.
Allt var inte instabilt i den yngre fornsvenskan. Under senmedeltiden var det religiösa skriftspråket på väg att bli en etablerad norm. Vadstena kloster blev viktigt för hur medeltidssvenskan kom att se ut i skrift då kloster hade en relativt stabil skriftspråkstradition. Vadstenanormen var konservativ och hade tydliga drag av götamål. Klostren kan ses som en motpol till kanslispråket som hade främmande influenser.

## Språkdrag och språkförändring

### Syntax
Frekvensen av OV-ordföljd (objekt före finit verb) sjunker i början av perioden men ökar under 1400-talet på grund av lågtyskt inflytande. Ett annat resultat av det lågtyska inflytandet var den tyska bisatsordföljden; en konstruktion där bisatserna hade det finita verbet sist (ex. att jag honom tacka ville).
Under yngre fornsvensk tid finner man de första enstaka exemplen på nutida bisatsordföljd men fornsvensk bisatsordföljd och kilkonstruktion är fortfarande vanligt.
Subjektslösa satser var vanliga när subjektet var icke-referentiellt subjekt men ovanliga när subjektet var referentiellt. Oblika subjekt vid "upplevelseverb" (till exempel Mig drömde.) förekom under yngre fornsvensk tid.
Det blev vanligare att attribut placerades före huvudordet i nominalfraser.

### Morfologi (hur ord bildas och böjs)

#### Nominal morfologi
Systemet med fyra kasus försvann under yngre fornsvensk tid genom att mindre vanliga kasusändelser föll bort. I genitiv singular blev till exempel -s allt vanligare. Processen pågick tills det kring år 1500 bara fanns nominativ och genitiv kvar (frånsett i till exempel vissa österbottniska dialekter där kasusböjningen kvarstår än idag). Dativ levde kvar i vissa dialekter fram till mitten av 1900-talet. I de personliga pronomenen blev dativformen objektsform (honom, henne, dem).
Under yngre fornsvensk tid uppstod artikeltvång i definita nominalfraser. Definithet markerades med slutartikel (mannen) och i poesi med framförställd artikel (den man). Det fanns tre möjligheter i nominalfraser med attribut: gamle mannen, den gamle mannen och den gamle man.
Under 1400-talet försvann de separata böjningssystemen för maskuliner och femininer; däremot användes fortfarande de anaforiska pronomenen han och hon.

### Fonologi (talljud)
Under yngre fornsvensk tid ägde en förändring rum i uttalet av långa vokaler rum som kallas den stora vokaldansen. 
- [a:] övergick till [o:] (modernt "å-ljud"),
- [o:] övergick till [u:] (modernt "o-ljud") och
- [u:] övergick till [ʉ:] (modernt "u-ljud").

Samtidigt som det långa a blev långt o förlängdes det korta [a] till långa [a:] i aka och aker och blev sedan [o:]; ([o:ka], [o:ker]). 
Framför ng, rd och ld förändrades [a] till [o], till exempel [lang] → [long] ’lång’, [harð] → [horð] ’hård’, [halda] → [hol:a] ’hålla’. 
När kort a efterföljdes av kort konsonant förlängdes [a] till [ɑ:], som har ett mer bakre uttal än det ursprungliga [a]. Exempel på denna förlängning är bland annat [baka] → [bɑ:ka] och [fara] → [fɑ:ra].